# Charles Delagrave
Charles Marie Eugène Delagrave, né le 12 mai 1842 à Paris où il est mort le 17 mars 1934, est un libraire-éditeur français, fondateur des Éditions Delagrave.

## Biographie
Après ses études au collège Sainte-Barbe, Delagrave acquit, en 1865, la librairie classique fondée par Dezobry et Magdeleine 25 ans auparavant, alors dirigée par Tandou. Sous sa direction, cette maison connut une extension considérable et fut reconnue et récompensée lors des grandes Expositions universelles de Paris, de Philadelphie, d’Anvers, de Melbourne et de Barcelone.
Spécialisée dans les publications liées à l'enseignement primaire, secondaire et supérieur, éditeur d'importantes publications cartographiques exécutées par Levasseur, membre de l'Institut et remarqué par ses publications sur l'enseignement du dessin, les volumes d'étrennes et de prix. À sa mort, ses obsèques eurent lieu en l’Église Saint-Thomas-d'Aquin.

## Sources
- Francis Marcoin, Librairie de jeunesse et littérature industrielle au XIXe siècle, vol. 7 de Histoire culturelle de l’Europe, Paris, Honoré Champion, 2006, 893 p. (ISBN 978-2-7453-1301-0, ISSN 1296-5677), p. 609.
- Louis Bethléem, Revue des lectures, Lille, Éditions de la Revue des lectures, 1934, p. 651.
- Françoise-Thérèse Charpentier, Georges Barbier-Ludwig et Bernard Ponton, Lettres pour l'art : correspondance, 1882-1904, Strasbourg, La Nuée bleue, 2006, 349 p. (ISBN 978-2-7165-0690-8), p. 329.